# Братский сад
Братский сад — городской общедоступный парк в Астрахани. Достопримечательность города.
Территория сада ограничена улицами Кирова, Советской, Ахматовской, через улицу Василия Тредиаковского он соседствует с Астраханским Кремлём. Адрес — ул. Советская, 1.

## История

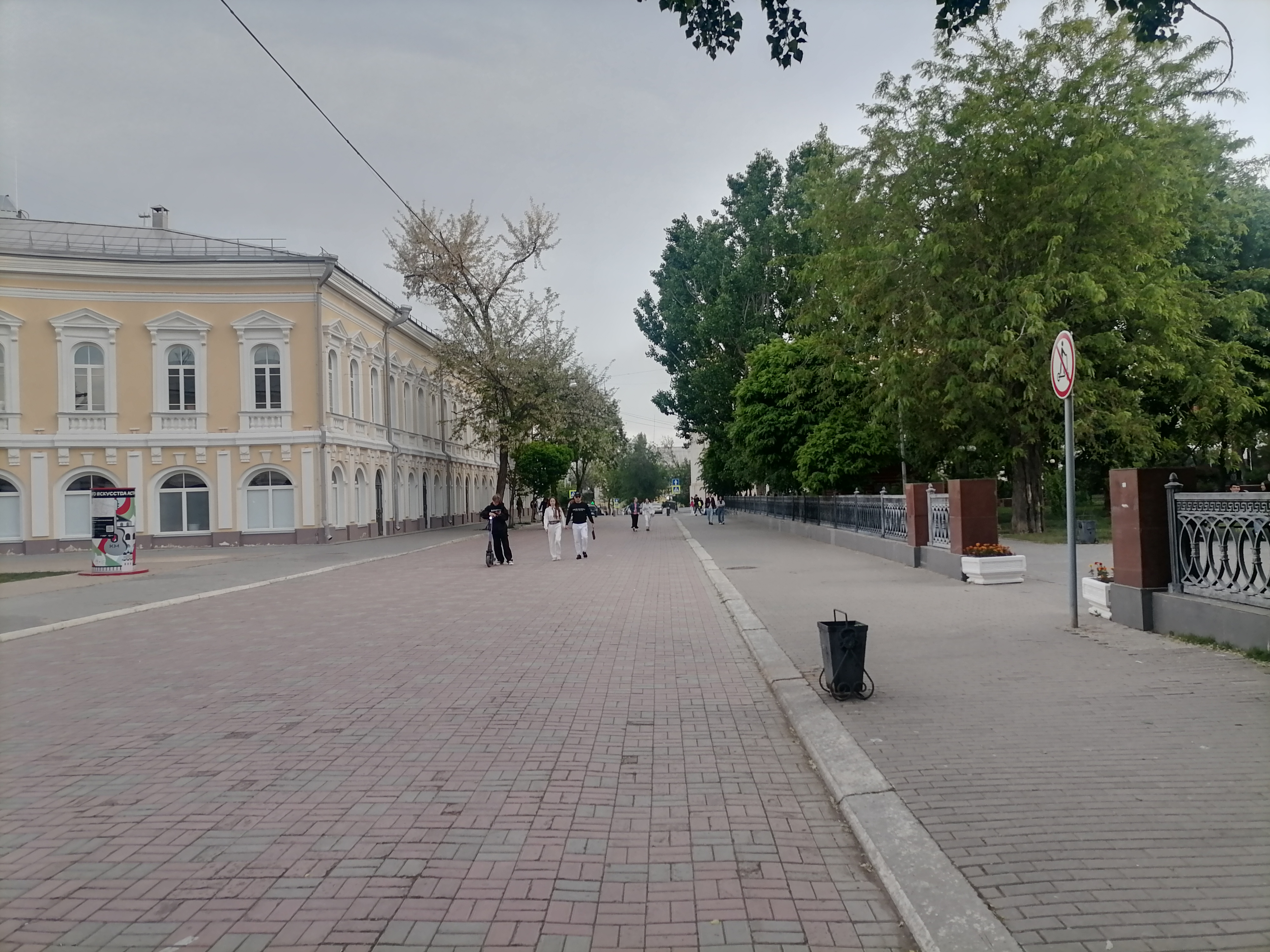
Вход в Сад с улицы Кирова, слева — фасад бывшего дома губернатора

Разбит на месте бывшей главной площади астраханского Белого Города — Торговой. Проект площади разработал ещё в конце XVIII века губернский архитектор Александр Дигби. К 1825 году по проекту губернского архитектора Депедри на прилегающей к Кремлю территории было построено каменное здание городского гостиного двора.
Позднее площадь меняла названия — Плац-парадная, потом, когда на площади возвели резиденцию губернатора (современный адрес ул. Советская, 5) — Губернаторская. Площадь была местом гуляний астраханских горожан, она постепенно озеленялась, украшалась цветами, по вечерам здесь играл духовой оркестр. 1884 году на площади был возведён памятник императору Александру II (проект А. М. Опекушина). Место стало именоваться Александровским сквером, Губернаторским садиком. Годом основания сада считается 1886
В 1917 году памятник Александру II был снят (постамент сохранялся).
Современное название сад получил после захоронения в феврале 1918 года на его территории 180 красногвардейцев и солдат, павших в январских боях за установление советской власти в Астрахани. В сентябре 1918 году над братской могилой возвели памятный монумент — на постаменте от прежнего памятника императору поставили фигуру рабочего, стоящего в полный рост у сделанного астраханскими рабочими бомбометом с винтовкой в руках и попирающего расколотые мраморные глыбы — символ разрушенных царских дворцов — и разорванную цепь — символ уничтоженного рабства.
В 1925 году обветшавшие строения гостиного двора снесли, а освободившуюся территорию присоединили к саду)
28 февраля 1943 года на центральной аллее, с западной стороны сада, были захоронены останки 25 воинов 28-й советской армии, погибших в боях с немецко-фашистскими оккупантами на подступах к Астрахани в Калмыкии, имена 11 из захороненных здесь до сих пор не установлены. Над могилой был установлен прежний обелиск. 9 мая 1965 года, к 20-летию Победы в Великой Отечественной войне, у обелиска зажжён «Вечный огонь», в церемонии принял участие Герой Советского Союза гвардии подполковник запаса В. В. Кирилюк.
Десять лет спустя, в 1975 году на мемориал дополнили стелой в виде расколотого штыка.
В 1977 году памятник борцам за советскую власть в Астрахани был обновлён (скульптор Г. А. Потапов).
В 2005 году при финансовой поддержке ООО «Астраханьгазпром» в саду были проведены восстановительные работы : заменены тротуарное покрытие и освещение, установлено новое ограждение, обустроены фонтаны, смонтированы системы полива и водостока, высажены новые зеленые насаждения, обновлены газоны, что сделало Братский сад одной из самых благоустроенных зон отдыха города
В парке установлена памятная плита сотрудникам, погибшим при исполнении служебного долга. В 2010 году на территории сада было совершено нападение на сотрудников патрульно-постовой службы, проверявших документы, среди сотрудников были жертвы.
1 сентября 2015 года (День Астраханского казачества) в части сада у Ахматовской улицы и городского Музея боевой славы был установлен созданный на средства благотворителей памятник астраханским казакам — защитникам Отечества (скульптор Асланбек Усаев). Бронзовая фигура казака в форме времён Первой мировой войны с большим Георгиевским крестом — почти точная копия памятника Георгиевским кавалерам, установленного годом раньше в Новочеркасске.

## Галерея

Памятник погибшим за установление Советской власти
«Вечный огонь»